# Годинник

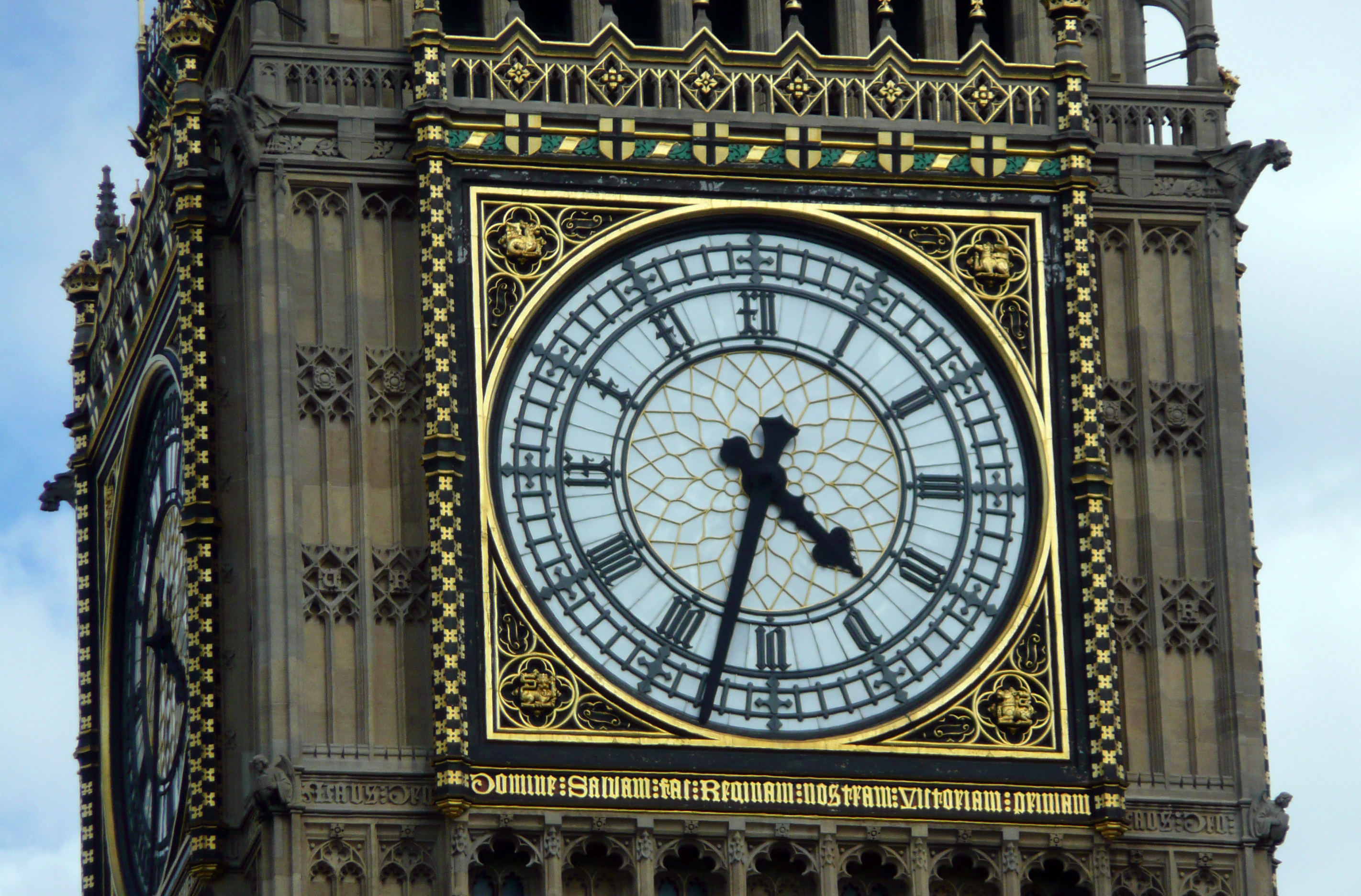
Дзиґарі вежі Біг-Бен

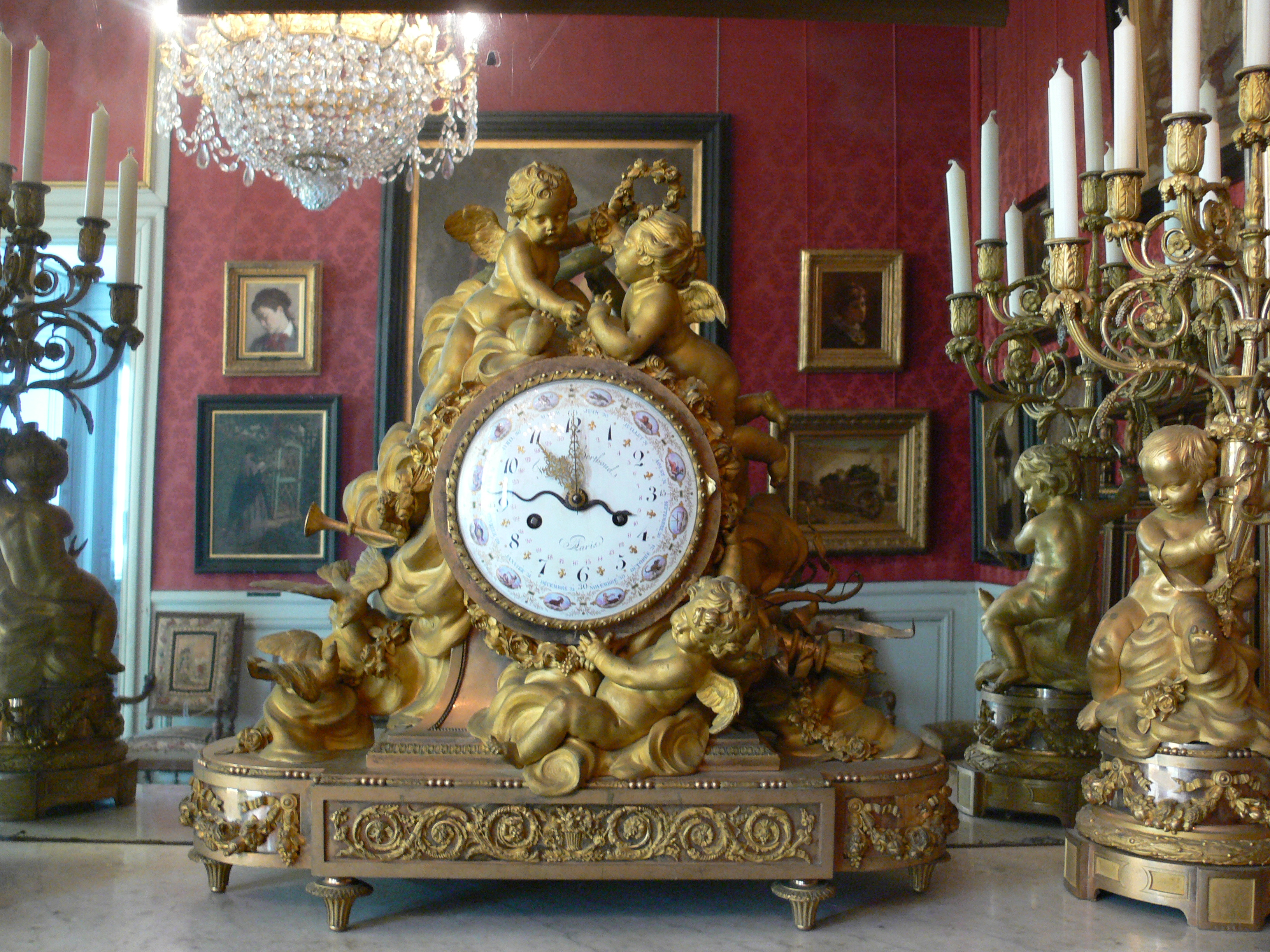
Накамінний (настільний) механічний годинник, Франція

Годи́нник, розм. дзиґарі́ — пристрій для вимірювання часу.
Більшість сучасних годинників використовують періодичні процеси на зразок автоколивань. Історичні годинники ,такі як піскові або водяні, використовували для вимірювання проміжків часу тривалості певного процесу, шляхом пересипання піску з однієї половини в іншу через вузьку щілину. Велика кількість годинників є художніми та ювелірними виробами. Завдяки унікальному дизайну вони можуть мати неабияку цінність. 

## Історія

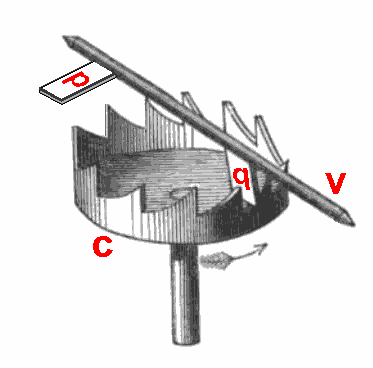
Штировий спусковий механізм, що використовувався у годинниках ранньої конструкції.

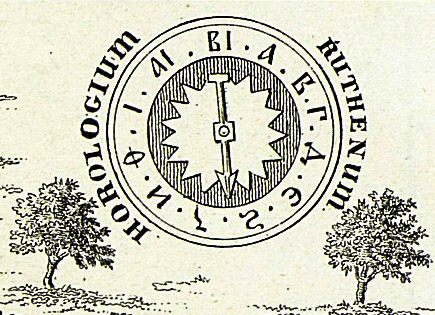
Руський (український) дзиґар (1674). Фрагмент плану Ближніх і Дальніх печер Інокентія Ґізеля

Годинники, як інструменти для вимірювання проміжків часу, менших за добу, та часу дня, використовувалися здавна. Першими серед них були сонячні годинники, що визначали час за напрямком тіні. Недоліком сонячних годинників було те, що вони працювали тільки за ясної погоди й зовсім не працювали вночі.
Водяні годинники були відомі ще в Стародавньому Єгипті та Межиріччі.
Механічні годинники почали з'являтися в Європі в 14 столітті. Перші з них не мали ані стрілок, ані циферблата, про час доби сповіщав дзвін. Існують і раніші згадки про годинники, наприклад, про годинник, одержаний Карлом Великим у подарунок від Гарун ар-Рашида, однак про будову цих годинників свідчень не збереглося. У 15 — 16 століттях величезні годинники почали встановлювати на площах великих міст Європи. Точність цих годинників була невисокою, до чверті години. Як джерело енергії в них спочатку використовувалася вода, потім, у сучасніших конструкціях — гирі. Дорогу до цих годинників відкрив винахід штирьового спускового механізму.
Крім утилітарної функції визначення часу доби, годинники епохи Відроження мали важливе значення для астрономії та астрології, завдяки чому вони часто показували не тільки час, а й дату, день тижня, фази Місяця, і, навіть, гороскоп.
Важливою подією в розвитку годинників було відкриття Галілео Галілеєм ізохронності коливань маятника, тобто того факту, що період малих коливань маятника не залежить від амплітуди. Після цього виникла ідея маятникового годинника.
Механічний годинник із годинниковою і хвилинною стрілками винайдено лише в 17 столітті. Перший годинник з маятником винайшов у 17 ст. голландський механік Хрістиян Гюйгенс. Це був найточніший годинник серед усіх інших годинників. Незалежно від Гюйгенса маятниковий годинник побудував Роберт Гук. Анкерний механізм винайшов 1670 року англійський механік Вільям Клемент. У 1675 році Томас Томпіон сконструював ще точніший годинник, у якому маятник він замінив пружиною.
Розвиток годинників стимулювався практичними потребами навігації. Для точного визначення координат корабля на морі були потрібні годинники, що визначали б час не тільки точно, а й в умовах корабельної хитавиці. Такий годинник, що отримав назву хронометра, створив Джон Гаррісон. За цей винахід Гаррісон у 1772 р. одержав премію у 20 тис. фунтів від британського короля.
У 19 ст. з'явився перший електричний годинник. У 1840 році Філіпп-Самуель Мейлан вперше розташував механізм безпосередньо під циферблатом, що дозволило значно зменшили товщину годинника і відкрила еру ультратонких годинників. У 1918 році електрогодинник вже міг працювати на струмі з мережі.
З розвитком електроніки у другій половині 20 ст. електронні годинники почали заміщати механічні. Електронні годинники, які відлічують час із великою точністю, використовують кристали кварцу. Такий принцип ґрунтується на природній вібрації (100 000 коливань за секунду) у кристалах кварцу, а джерелом живлення є батарейка. Сучасні годинники нагадують крихітний комп'ютер. Вони мають будильник і секундомір, а час відображають на електронному дисплеї. Електронні годинники стали складовою частиною комп'ютерів, мобільних телефонів та інших побутових приладів — таймерами оснащені мікрохвильові печі й пральні машини тощо.
Наукові експерименти потребують вимірювання часу ще з більшою точністю, завдяки чому виникли атомні годинники, які використовують коливання електромагнітного поля, створеного випромінюванням атомів при переходах між електронними рівнями. За дуже низьких температур цезієві атомні годинники можуть забезпечити точність вимірювання часу до 10−11 секунди.

## Годинникові механізми

Схематичне зображення анкерного механізму

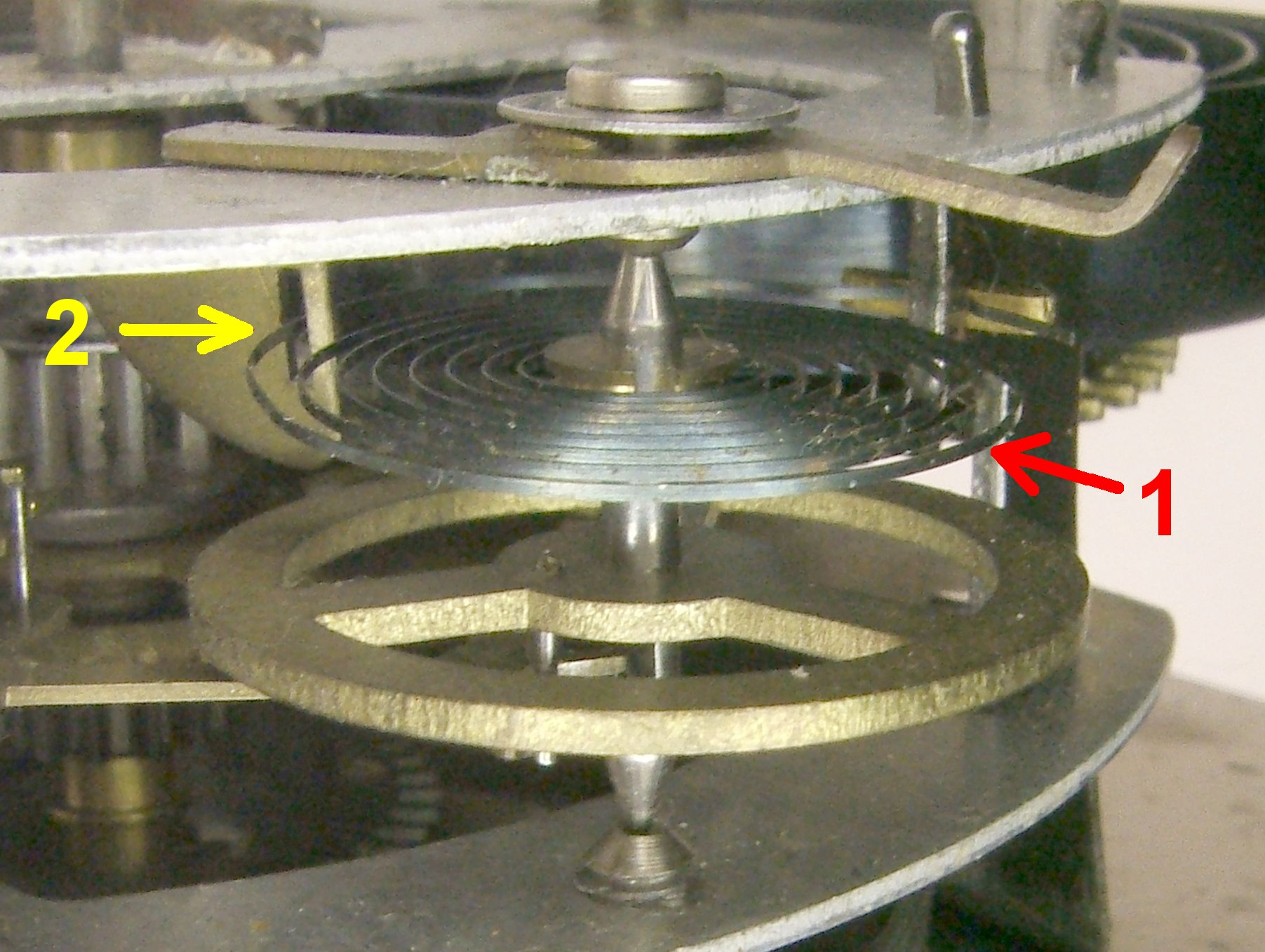
Балансир з балансирною пружиною. 1 — балансирна пружина, 2 — регулятор ефективної довжини пружини, що дозволяє встановлювати точність ходу годинника

Сучасні годинники, механічні, електронні або атомні, використовують для вимірювання часу періодичні процеси — автоколивання. Принципова будова всіх типів годинників однакова: вони мають у своєму складі коливну систему, контрольний механізм, джерело енергії та індикатор. Контрольний механізм забезпечує надходження енергії від джерела до коливної системи порціями, що компенсують дисипацію енергії в ній. Індикатор служить для того, щоб відображати інформацію про час на циферблаті зі стрілками або електронному дисплеї.
Механічні годинники використовують гармонічні коливання маятника або пружини, компенсуючи втрату енергії на тертя контрольованим поступанням енергії від джерела. Контроль за отриманням енергії здійснюється завдяки анкерному механізму.
Маятниковий годинник має довгий стрижень із вантажем на кінці, який вільно гойдається в обидва боки. Маятник завжди гойдається з постійною швидкістю, завдяки чому маятниковий годинник відлічує час із великою точністю.
Джерелом енергії у маятниковому годиннику є гиря, піднята на певну висоту. Вона повільно опускається з кожним поворотом анкера, віддаючи свою енергію маятнику.
У наручних механічних годинниках замість маятника використовуються обертальні коливання балансира, а джерелом енергії служить скручена пружина.
У електронних годинниках використовуються коливання п'єзоелектричного кристалу кварцу, роль контрольного механізму відіграє електронна схема, а джерелом енергії є батарейка.
Найточнішими є атомні годинники, принцип дії яких полягає у вимірюванні частоти випромінювання окремих атомів. Сучасний еталон секунди визначається, як 9 192 631 770 періодів випромінювання атома цезію-133 при переході між двома надтонкими рівнями основного стану, розщепленими у магнітному полі ядра, при сталій довжині хвилі, нульовій температурі й відсутності зовнішнього магнітного поля.

## Класифікація
- За розмірами і портативністю:
  - кишеньковий годинник;
  - наручний годинник;

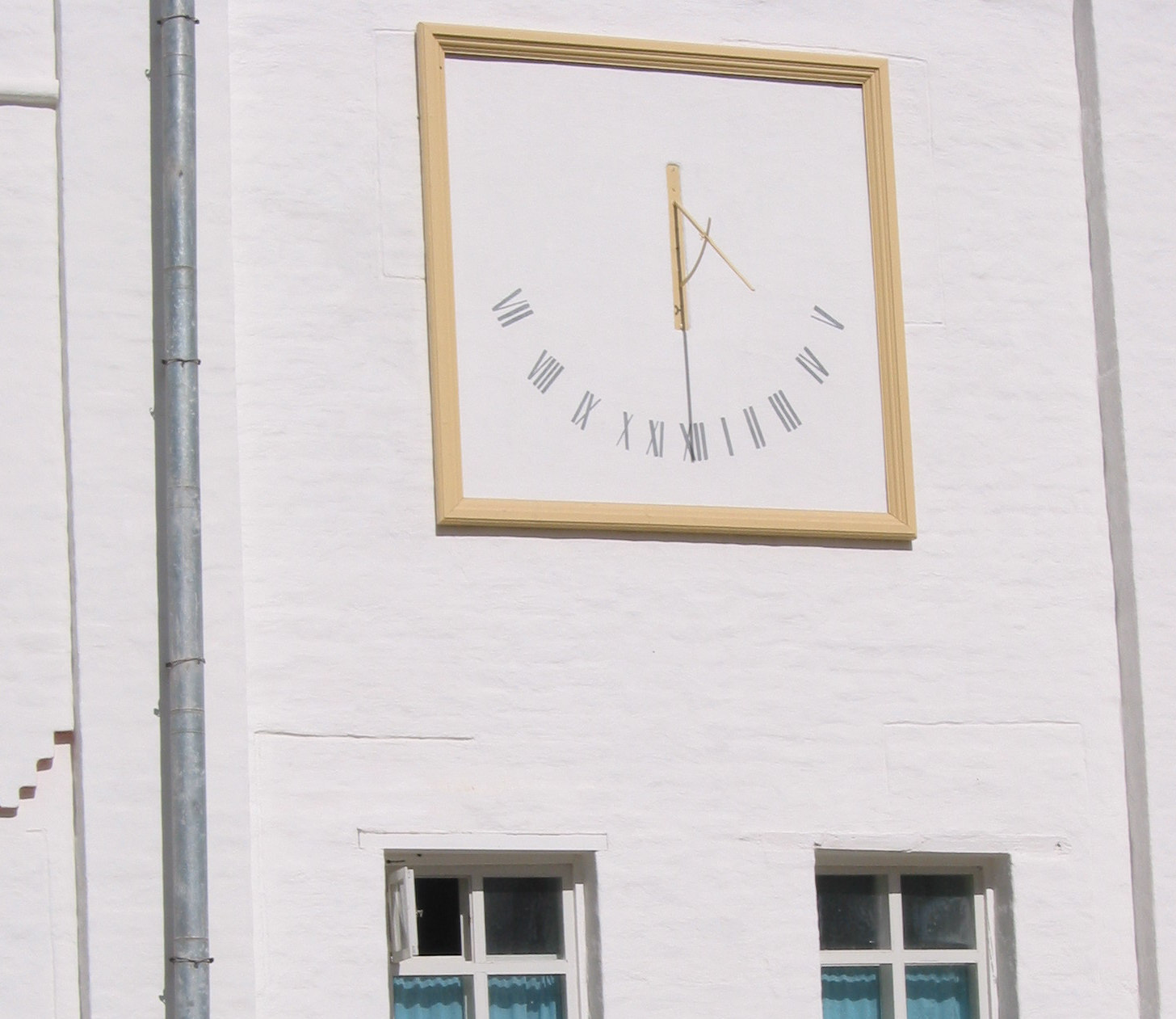
Настінний сонячний годинник в Соловецькому монастирі

    - Ударостійкі та водонепроникні годинники
    - LED годинники [недоступне посилання з липня 2019]

  - каретний годинник;
  - настільний годинник;
  - настінний годинник;
  - підлоговий годинник;
  - баштовий годинник.
- За механізмом вимірювання:
  - сонячний годинник;
  - вогняний годинник;
  - пісковий годинник;
  - водяний годинник;
  - механічний годинник;
  - камертонний годинник;
  - кварцовий годинник;
  - Електричний годинник
  - електронний годинник;
  - астрономічний годинник;
  - атомний годинник.

## Сонячний годинник

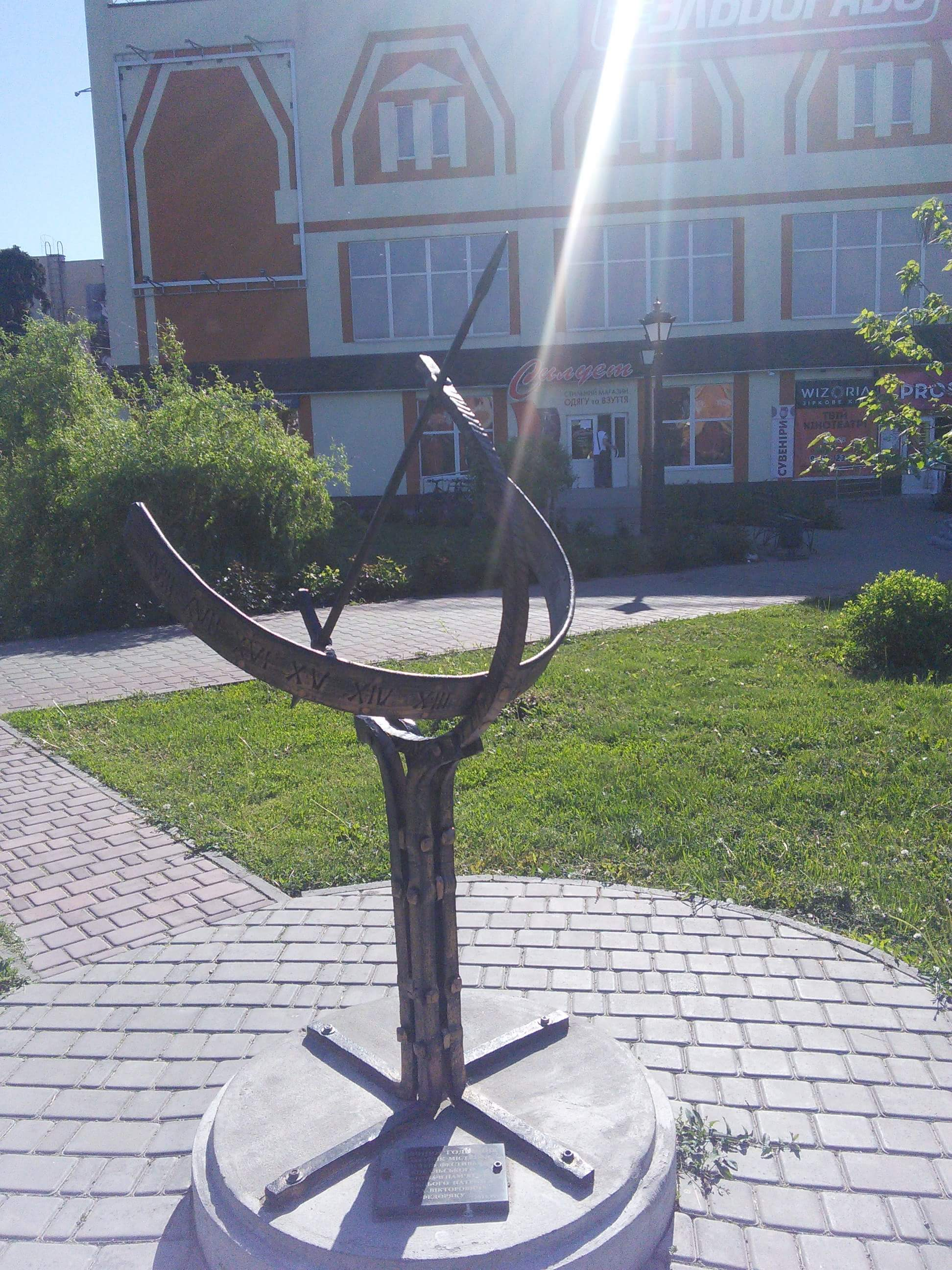
Часомір у Миргороді, присвячений загиблому на Донбасі ковалю

Цей годинник заснований на тому, що сонце відкидає тінь від предметів, і його шлях по небу однаковий в однакові дні різного років. Використовуючи розкреслене коло й виправлення на широту місцевості можна дізнатись, котра зараз година.

## Водяний годинник
Водяний годинник, який також називається клепсидрою, має принцип дії схожий з пісковим годинником.

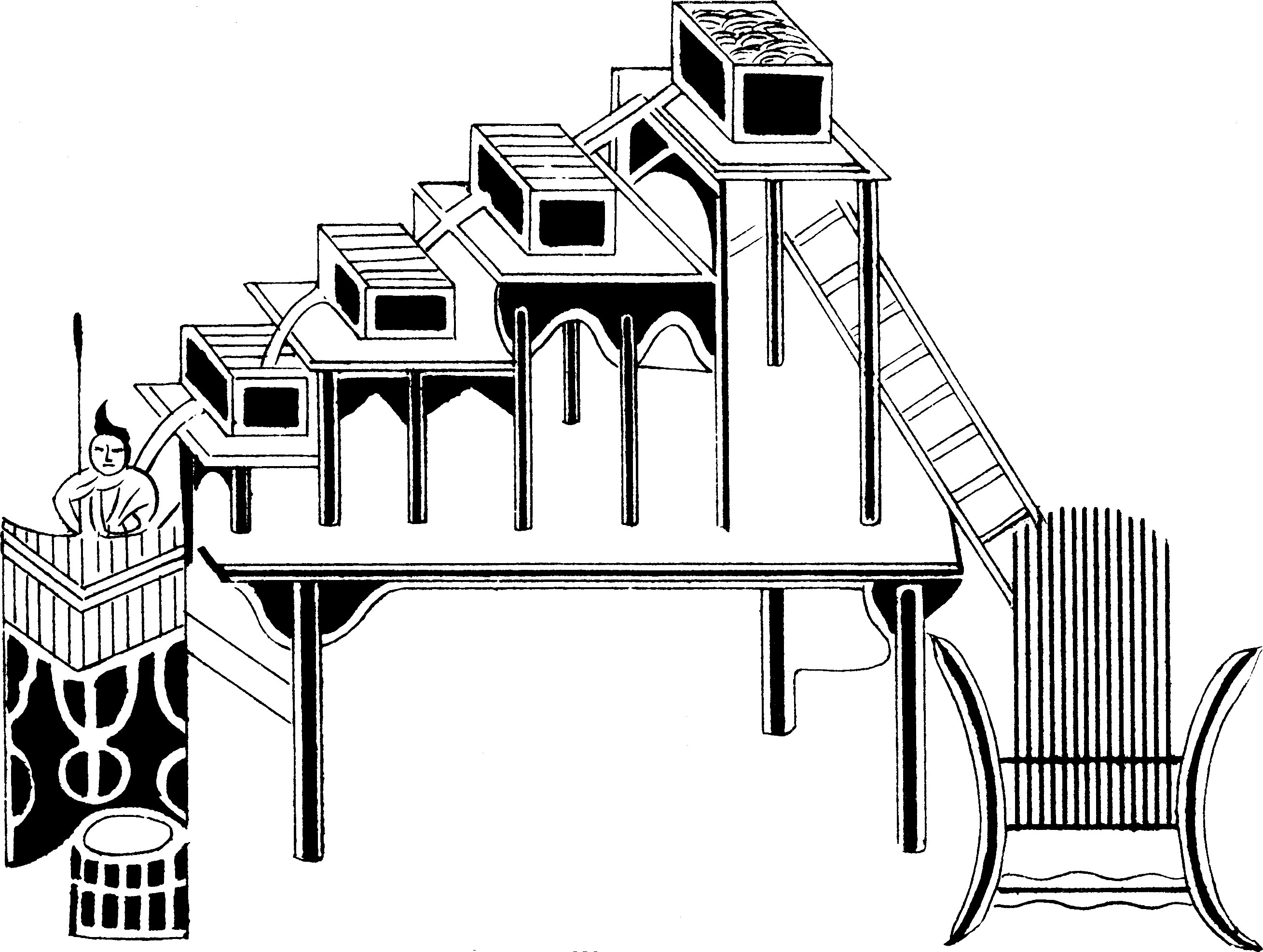
старовинний китайський водяний годинник.

Поряд із сонячними годинниками, можливо, є найстаршими приладами для виміру часу, якщо не брати до уваги вертикальний ціпок-гномон по довжині спадної тіні, якого орієнтувалися в часі стародавні скотарі. З огляду на глибоку стародавність водяних годин, де й коли вони вперше з'явилися науці не відомо. Чашеоподібний відтік є найпростішою формою водяного годинника, і, як відомо, існував у Вавилоні та в Єгипті біля XVI століття до нашої ери. В інших регіонах світу, включаючи Індію та Китай, також є давні ознаки існування водяних годинників, але найраніші дати їх появи є менш певними. Деякі автори, однак, пишуть, що водяний годинник був відомий у цих областях уже на початку 4000 р. до н. е.
За давньогрецькою та давньоримською цивілізаціями визнається пріоритет в удосконаленні форми водяних годинників, які одержали складний комплекс зубчастих передач, розрахований на цілодобову роботу і складався з замислуватого механізму. Поліпшення також сприяли підвищенню точності. Ці досягнення були передані через Візантію в ісламський світ, і, в остаточному підсумку, проробили свій шлях назад у Західну Європу. Незалежно від греко-римського світу, китайці розробили свої власні ускладнені водяні годинники (水鐘) в 725 р., передавши свої ідеї Кореї й Японії.
Деякі проєкти водяних годинників були розроблені незалежно один від одного, а деякі знання були перенесені за допомогою поширення торгівлі. У суспільствах, що передують сучасному, не було потреби в особливо точних методах з підвищеними вимогами до хронометрування, що подібно існує в сучасному індустріальному суспільстві, де щогодини роботи або відпочинку контролюється, і робота може початися або закінчитися в будь-який час, незалежно від зовнішніх умов. Замість цього, водяні годинники в стародавніх суспільствах використалися в основному для астрологічних вимірювань. Ці ранні водяні годинники були відкалібровані з сонячними годинниками. Ніколи не досягаючи рівня точності сучасних годинників, водяні годинники були найточнішими протягом декількох тисячоріч і широко використовувалися як пристрої хронометражу, поки в Європі в XVII сторіччі не були замінені на точніші маятникові годинники.
Ісламській цивілізації приписують подальше поліпшення точності водяних годинників, ретельно продуманих інженерно. В 797 (або, можливо, 801 року), багдадський халіф з династії абасидів, Харун ар-рашид, подарував Карлу Великому індійського слона по кличці Абул-Абас разом з «особливо складним зразком» водяного годинника
В XIII столітті, Аль-Джазари (1136—1206 р.), курдський інженер з Месопотамії, що працював на правителя з династії Артукідів Діяр-Бакра Насір аль-Діна, зробив численні годинники всіх форм і розмірів. У книзі описано 50 механічних пристроїв у шести категоріях, у тому числі водяні годинники. Найвідоміші годинники, включали пристрої «Слон», «Переписувач» й «Замок», які були успішно відновлені.

## Пісковий годинник
Цей годинник побудовано на тому, що точно відкалібрований річковий пісок проходить через вузький отвір, в 1 піщину, в однакові проміжки часу. При цьому люди швидко здогадалися використати 2 порожнини, з'єднані вузьким перешийком з отвором для пересипання піску. Половинки скляної посудини мали форму чаші й призначалися для виміру невеликих проміжків часу, але мали недолік: після пересипання піску з верхньої порожнини в нижню їх доводилося перевертати.
На флоті пісковий годинник називався склянками.

## Вогняні годинники
Вогняний годинник уперше з'явилися в Китаї. Він складався зі спіралі або палички з горючого матеріалу з підвішеними металевими кульками. При згорянні матеріалу кульки падали в порцелянову вазу, роблячи дзенькіт.
Згодом різновид вогняних годинників з'явилася й у Європі. Тут використовувалися свічки, на які рівномірно наносилися мітки. Відстань між мітками служило одиницею часу.

## Механічні годинники

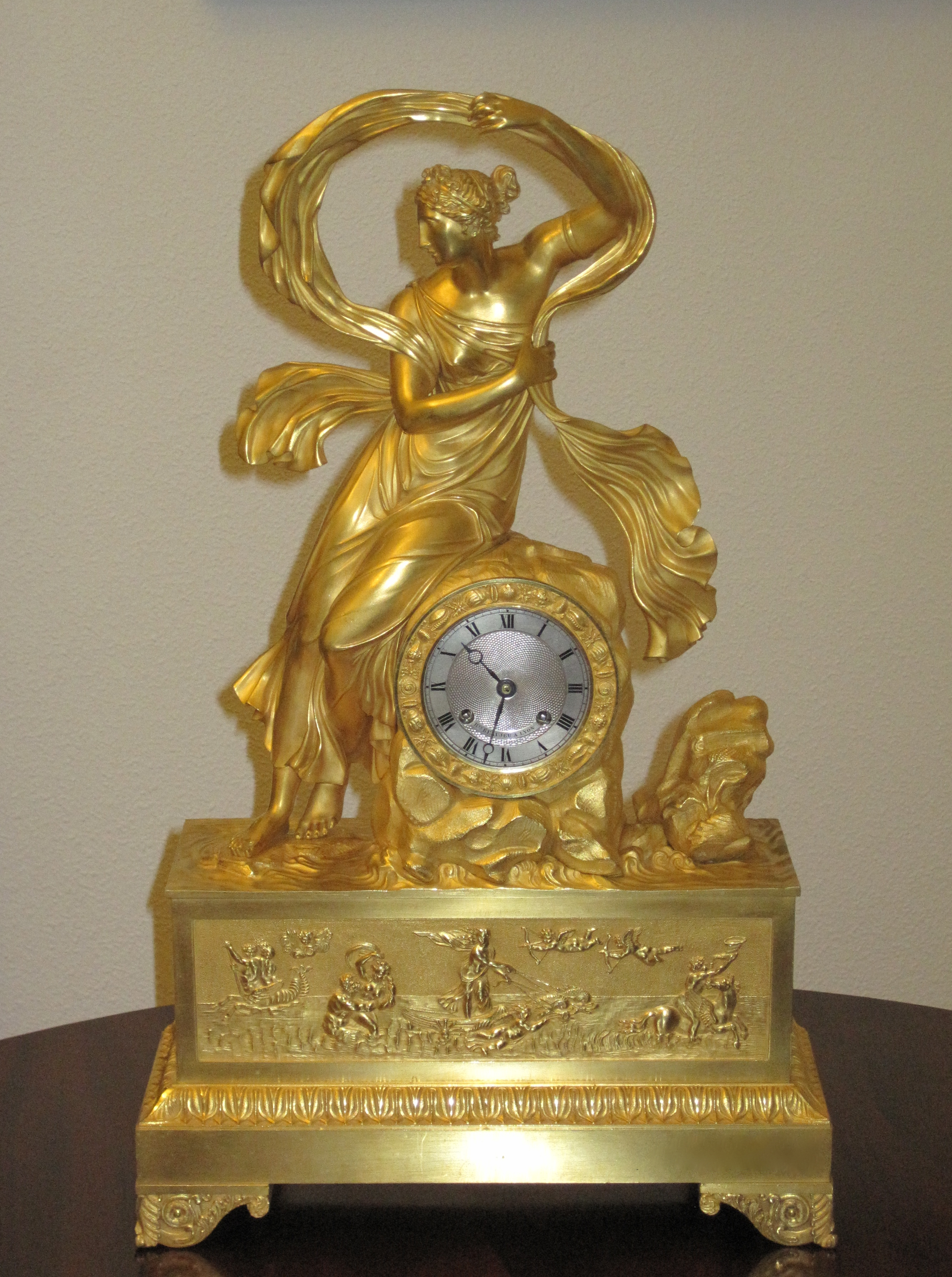
Французький камінний годинник в стилі ампір зображує нереїду Галатею (1822), Великий Єкатерининський палац (Царське Село, Росія).

У всіх механічних годинниках потрібно розрізняти чотири істотних частини:
1. двигун (пружина або гиря)
2. передавальний механізм зубчастих коліс
3. регулятор, що зумовлює рівномірність руху
4. розподільник або спуск, з одного боку, що передає від двигуна імпульси регулятору, необхідні для підтримки коливання останнього, і, з іншого боку, що підпорядковує рух передавального механізму, а отже, і дія двигуна закономірності коливання регулятора.

Вимірником часу в прямому розумінні слова служить регулятор. Зубчасті колеса, скріплені з ними стрілки циферблата — лічильники відміряних регулятором одиниць часу. Визнаючи добове обертання землі навколо її осі строго рівномірним, ми в ньому маємо єдиний масштаб для порівняння проміжків або одиниць часу. Звичайно за одиницю часу приймається секунда, 1/86400 частина середньої сонячної доби (див. також сонячний час, зоряна доба, зоряний час).
Регулятори годинникових механізмів улаштовуються так, щоб відмірювані ними проміжки часу дорівнювали або цілій секунді, або половині, чверті або одній п'ятій секунди. Якщо регулятор почне або відмірювати менші проміжки часу, лічильник укаже більше їхнє число в даному проміжку часу. У цьому випадку годинники, як кажуть, ідуть уперед. Якщо ж інтервал регулятора більше заданого — годинники відстають. Умовившись про початковий момент доби, інакше кажучи, про момент, коли лічильник годин повинен показувати нуль минулих одиниць часу, приходимо до поняття про поправку годинника. Вона позитивна, якщо годинник відстав, негативна — якщо пішов вперед. Зміна поправки годинника за певний проміжок часу називається ходом годинника (наприклад, добовий, тижневий, годинний хід). Хід позитивний, якщо годинники відстають, негативний, якщо годинники йдуть уперед. Хід виражає собою саме відхилення відміряних регулятором проміжків часу від прийнятої одиниці. Поправка годинника є величина умовна й, крім того, у будь-який момент простим пересуванням хвилинної стрілки лічильника поправка годинника може бути зроблена менше однієї хвилини.
Перевага ж годинника полягає в малості, а головне — у сталості ходу. Хід доброго астрономічного годинника й хронометрів повинен по можливості не залежати від змін температури, тиску, вологості повітря, випадкових поштовхів, стирання осей механізму, згущення масла, що змазує, молекулярних змін у різних частинах механізму й т.д. Астрономічний годинник діляться на два головних типи:
- «постійні», у яких рушійною силою служить вага гир, а регулятором коливання маятника
- «переносні», де рух виробляється силою пружності пружини, що розгортається поступово, а регулюється коливаннями пружної, тонкої спіралі, з'єднаної з т. зв. балансом (див. нижче).

Годинникові механізми першого типу називаються в астрономії «годинниками» у прямому розумінні слова або «маятниками». Вони перебувають на обсерваторіях при постійних астрономічних інструментах (див. Практична астрономія), закріплені на кам'яних стовпах або в стіні; часто поміщають годинники в підвалі обсерваторії, щоб охоронити по можливості від змін температури («нормальні» годинники). Підвал відвідують тільки для заведення годинника, тому що навіть теплота тіла може вплинути на його хід. Показання ж годинника, тобто «удари» маятника (завжди секундного), порівнюють із іншими годинниками за допомогою мікрофона, встановленого в підвалі й з'єднаного з телефоном (цей вираз, хоча й загальноприйнятий, але зовсім невірний. Удари «цокання» робить не маятник (регулятор), а механізм спуску). При належній установці й догляду «постійні» астрономічний годинник повинні мати добовий хід не більше 0,3 с, а його добові зміни не повинні перевершувати однієї сотої секунди.
Годинникові механізми другого типу називаються хронометрами. Розрізняють «настільні», або бокси-хронометри (розміри їх приблизно 1½—2 дециметри діаметром, 1 дециметр висотою; одне просте коливання балансу триває ½ секунди), і кишенькові хронометри (розмір загальновідомий; звичайно так звані чотиридесятники, тобто повне подвійне коливання балансу триває 0,4 секунди, просте коливання — 1/5 секунди). Якість кишенькових хронометрів у середньому відчутно нижче якості настільних. Хронометри служать при визначенні географічних положень місць, при роботах переносними астрономічними інструментами (див. Практична астрономія), при визначенні часу й довготи в морі і т. д. Настільні хронометри на кораблях розміщуються на карданному підвісі. Постійні годинники («маятники») майже винятково, а хронометри в більшості випадків регулюються на секунди зоряного часу — т. зв. «зоряні» годинники й хронометри. Рідше вживаються «середні» хронометри (тобто які йдуть за середнім часом). Вибір зумовлений зручністю спостережень або їхньої обробки для тих або інших завдань астрономів.
У годинниках і хронометрах астрономами цінуються ще певні, але не різкі й без зайвих шумів удари («цокання»). Як найкращих майстрів астрономічних годинників або хронометрів потрібно назвати Кесельса, Піля, Дента, Тіде, Ховю (Howuh), Кнобліха, Фродшема, Нардена. Творці «вищого» годинникового мистецтва й годинникових механізмів: П’єр Леруа, Джон Гарісон, Джордж Ґрехем, Дютертр, Джон Арнольд, Фердинанд Берту, Юрґенсен.

### Ходики
Ходики — невеликі стінні годинники спрощеного устрою з гирями — варіант механічного годинника з маятником, анкерним спуском і гирями як двигун. За маятник у деяких моделях використовували дві «ноги», що рухаються в протихід одна одній. Зустрічається різновид з боєм (ще один ланцюжок зі знімною гирею для бою, яку можна за бажання зняти з ланцюжка й повісити поруч на спеціальний гачок — так званий «режим без бою»).

### Годинники із зозулею

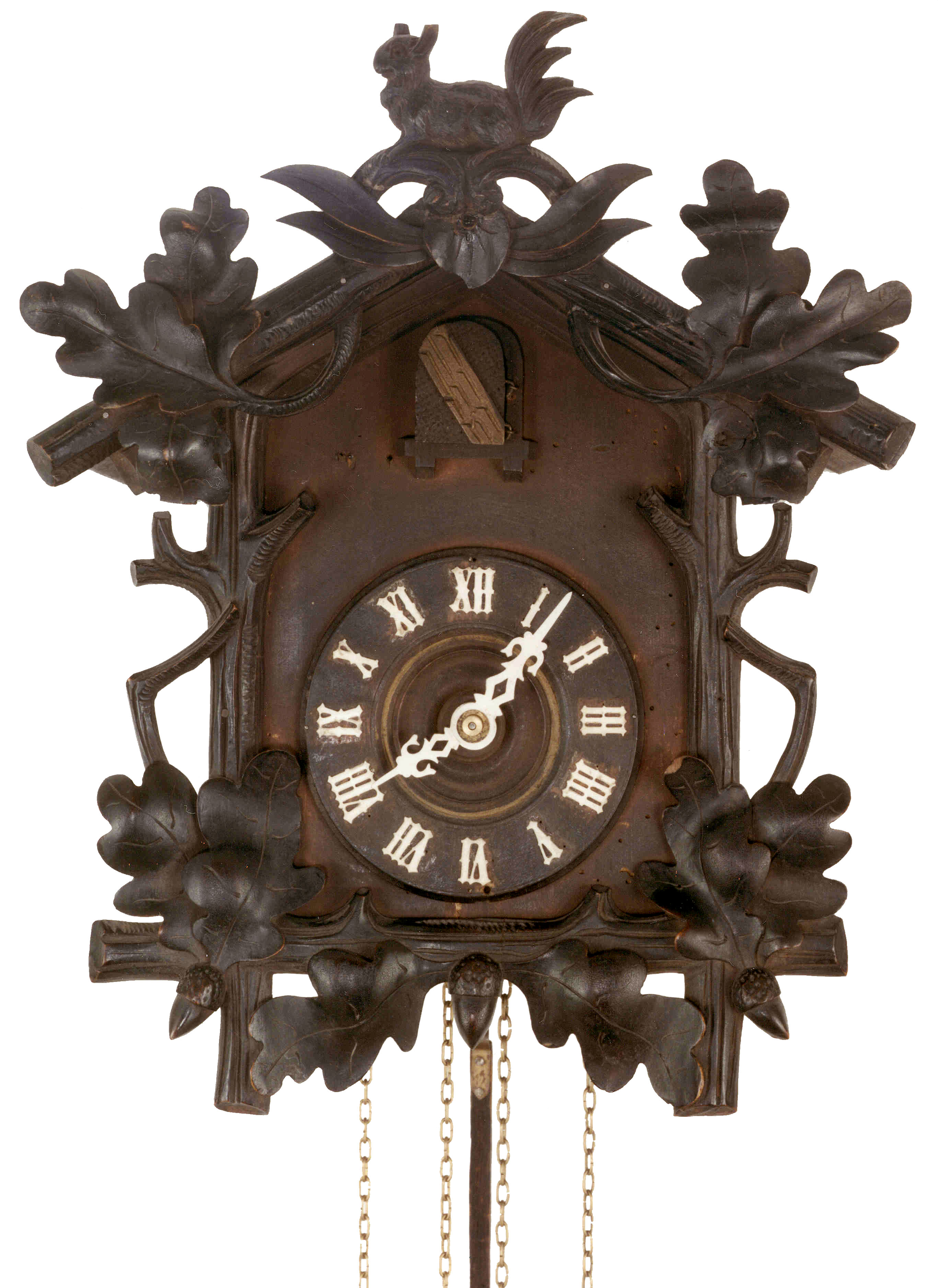
Годинник із зозулею

Годинник із зозулею — настінний годинник у витонченому корпусі, найчастіше механічний годинник (ходики) з боєм, що імітує спів зозулі. Звичайно звукові сигнали (від одного до дванадцяти) лунають щогодини, відраховуючи поточний час і нерідко перемежовуючись ударами гонга («бум — ку-ку»). Механізм, який імітує зозулю, розроблений у середині XVIII століття й відтоді практично не зазнав змін. Батьківщиною годинника із зозулею вважається розташоване у центрі регіону Шварцвальд німецьке містечко Триберг, принаймні, саме там розташовано музей годинників із зозулею.

## Кварцові годинники
Різновид електронно-механічних годинників.
Принцип дії базується на п'єзоелектричному ефекті, властивості кристалів кварца, наприклад, деформуватися під впливом зовнішнього електричного поля, а також поляризуватися при механічній деформації. При цьому кристал кварцу, маючи маленькі розміри, може в значно більшій мірі стабільно генерувати коливання, що мають високу часову й температурну стабільність.
Механізм кварцових годинників складається з елемента живлення, електронного генератора, лічильника дільника й вихідного каскаду підсилювача, навантаженого на котушку синхронного електродвигуна, що через систему зубчастих коліс надає руху стрілкам годинника.

## Електронні годинники

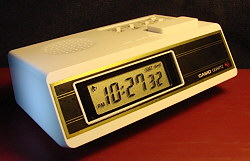
Настільний будильник

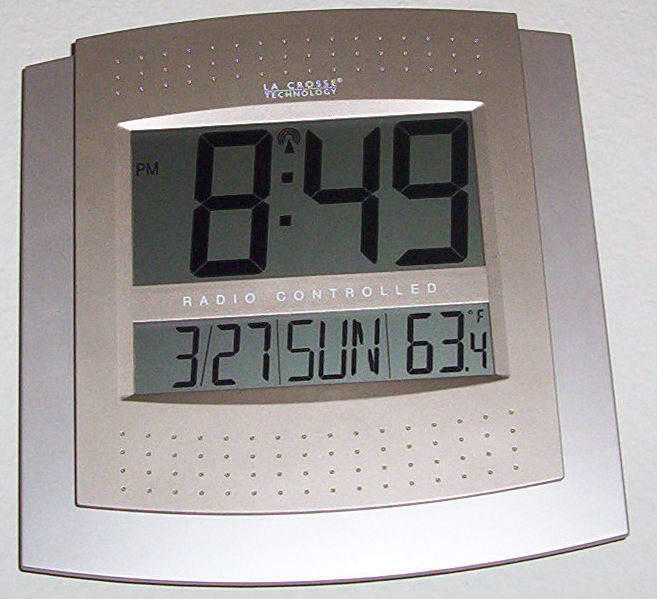
Сучасний електронний годинник з календарем і термометром

Годинники основані на підрахунку періодів коливань від генератора, що задає, за допомогою електронної схеми й виводі інформації на цифровий дисплей.
Перші електронні годинники виготовлялися на окремих лампах потім транзисторах і мікросхемах.
Перші наручні електронні годинники мали світлодіодний дисплей, але вони могли показувати час дуже недовго: занадто ненажерливими виявлялися світлодіоди. Потім використовували властивості рідких кристалів орієнтуватися в зовнішньому електричному полі й пропускати світло з одним напрямком поляризації. Будучи поміщеним між двома поляризаторами, світло від зовнішнього джерела зовсім поглинався системою поляризатор-рідкий кристал-поляризатор-відбивач при наявності електричного поля ставав темним й утворював елемент зображення. У результаті цього було значно знижене енергоспоживання, і заміна елементів живлення відбувається набагато рідше.
У сучасні електронні годинники убудований, як правило, спеціалізований мікроконтролер, і в годинників з'явилося багато сервісних функцій (будильники, мелодії, календарі й т.д.), але мікроконтролер так само продовжує лічити періоди коливань усе того ж кристала кварцу.

Зауваження: Існують також електронні годинники, побудовані на принципі підрахунку періодів частоти електричної мережі, у багатьох країнах існують дуже жорсткі вимоги до стабільності частоти, але все-таки при коливанні навантаження частота мережі може змінюватися, і точність таких годинників не може вважатися нормальною, хоча для багатьох людей вона є достатньою.
Різновид електронних годинників, які відображають час в двійковому коді, називаються «бінарні годинники». Для відображення двійкових розрядів звичайно використаються світлодіоди. Число груп світлодіодів може бути різною, вони можуть відрізнятися розмірами й місцем розташування. Частина світлодіодів показує години, інша — хвилини. Можуть бути світлодіоди відповідальні за відлік секунд, дату й т.п.

## Радіогодинник
Електронні або кварцові годинники, які можуть звіряти свій хід за сигналами точного часу мовних або спеціальних радіостанцій, а також (для одержання особливо точного часу) супутників GPS.

## Мережі часофікації
Мережі часофікації призначені для забезпечення точним часом широкого кола абонентів у містах, на підприємствах і т. д. Складаються з одного первинного і декількох вторинних годинників, а також ліній зв'язку.
Первинний годинник призначений для точного відліку часу і його передачі на вторинні годинники.
Раніше являли собою астрономічні годинники або хронометр, де замість стрілок був електромеханічний блок формування команд на вторинні годинники, у найпростішому випадку — забезпечував замикання електроланцюга раз у хвилину. Нині, з розвитком електроніки й телекомунікацій, — електронні годинники високого класу точності з декількома каналами введення поправок.
Вторинний годинник призначений для показу часу в мережах часофікації.
Раніше становили собою механізм без двигуна, регулятора й секундної стрілки, хвилинна стрілка рухалася соленоїдом від імпульсів полярності, що чергується, напругою 27 вольтів від первинного годинника, годинна — через передавальний механізм 1:12. Зараз — недорогі самостійні кварцові годинники з корекцією від первинного годинника, можливо також напряму радіосигналами точного часу, в окремих випадках — GPS.

## Виробництво годинників

### У СРСР і Росії
У Радянському Союзі в 1980-ті роки масове виробництво годинників для персонального використання (побутових) було організовано на 13 заводах:

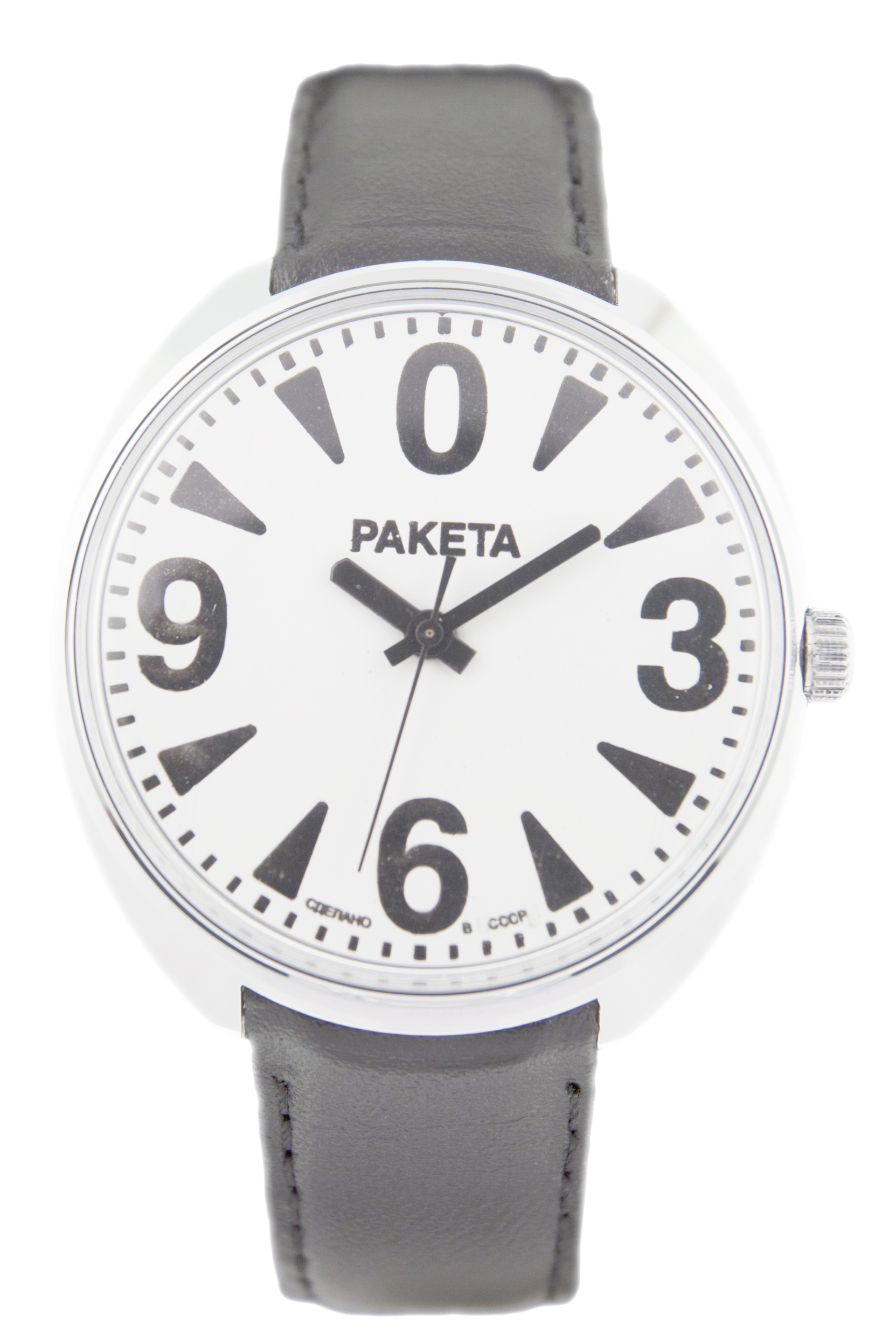
годинник Ракета, 1985

- Саратовський завод «Рефлектор» — годинники марки «Электроника»
- 1-й Московський годинниковий завод — годинники марки «Полет», в експортному виконанні — «Sekonda»
- 2-й Московський годинниковий завод — годинники марки «Слава»
- Єреванський годинниковий завод — годинники марки «Севани»
- Єреванський завод художніх годинників — годинники марки «Наири»
- Мінський годинниковий завод — годинники марки «Луч»
- Орловський годинниковий завод — годинники марки «Янтар»
- Пензенський годинниковий завод — годинники марки «Заря»
- Петродворцовий годинниковий завод — годинники марки «Ракета».
- Сердобський годинниковий завод — годинники марки «Маяк»
- Углицький годинниковий завод — годинники марки «Чайка»
- Челябінський годинниковий завод — годинники марки «Молния»
- Чистопольский годинниковий завод — годинники марки «Восток»

### В Україні
Київський годинниковий завод — єдине українське підприємство, що серійно займається виробництвом годинників. Завод випускає годинники також під власною торговою маркою Kleynod.
Kleynod ― український годинниковий бренд, котрий належить КГЗ (Київський годинниковий завод).
КГЗ заснував Олексій Золотарьов у листопаді 1997 року, а перший годинник Kleynod вийшов у світ 2002 року.

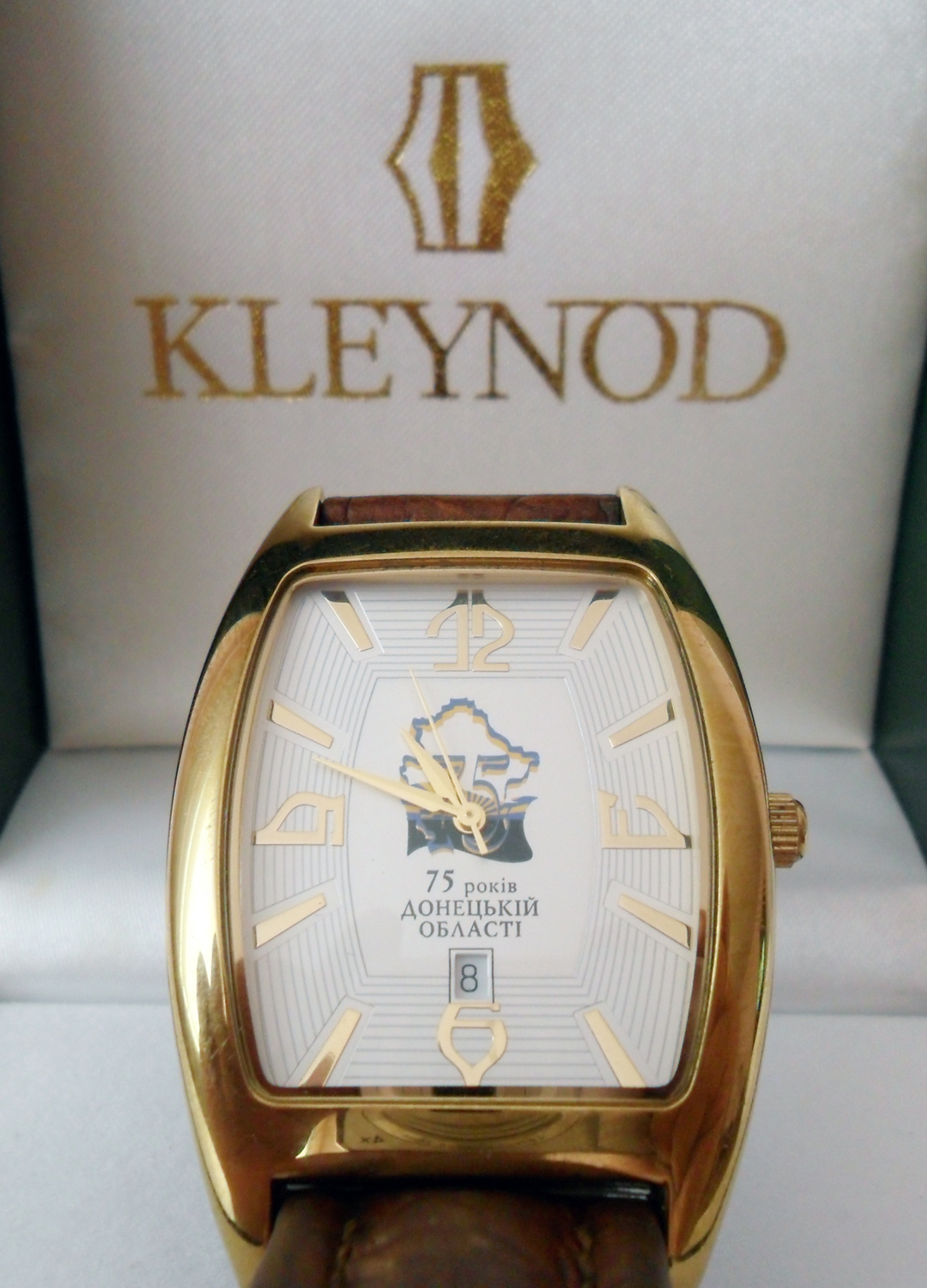
Wristwatches «KLEYNOD» — 04

З годинником КГЗ, Леонід Каденюк здійснив перший політ у космос, це був перший політ українця до зірок за період відновлення незалежності України (після 1991 року).
Годинники Kleynod виготовляються за власними дизайнерськими та конструкторськими розробками Київського годинникового заводу.

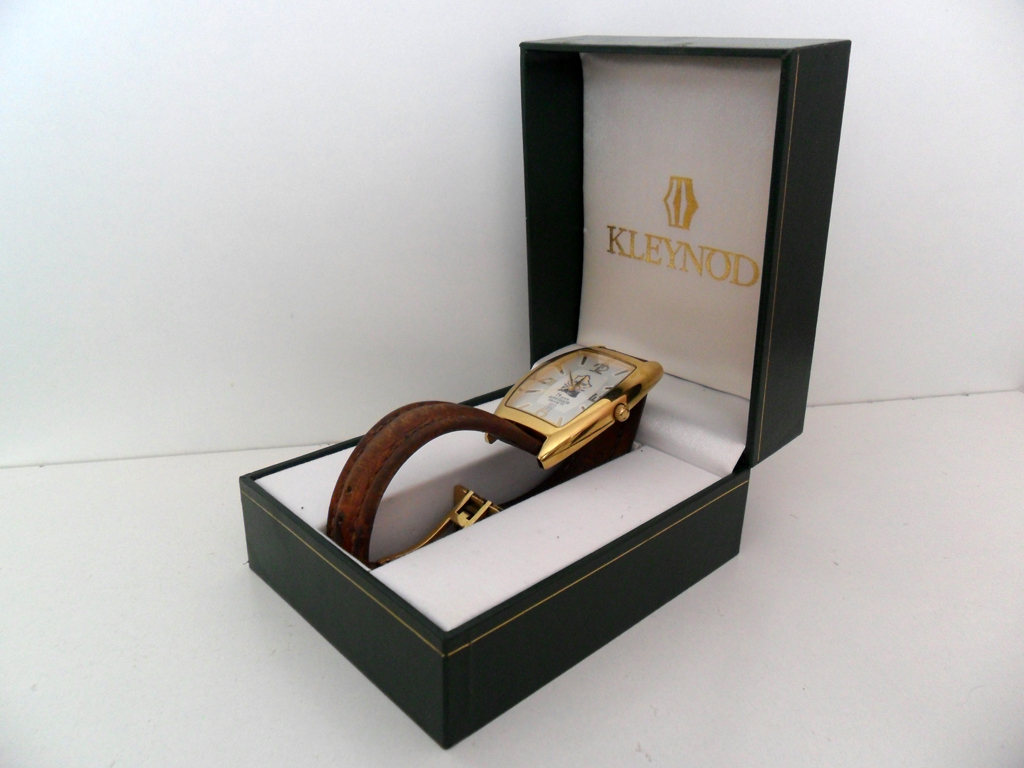
Wristwatches «KLEYNOD» — 03

Всі годинники Kleynod складаються на базі швейцарських механізмів «Ronda», «ETA» і мають гарантійний строк 2 роки.
Київський годинниковий завод також здійснює виробництво годинників із символікою замовника на циферблаті і гравіюванням задньої кришки.
Значне місце в діяльності КГЗ займає розробка фасадних, баштових та вуличних годинників. Такі годинники, виготовлені КГЗ, допомагають визначати час мешканцям Донецька, Дніпропетровська, Чернігова, Житомира, Чернівців, Києва та інших міст України.
Листопад 1997 р. — заснування Київського годинникового заводу. На підприємстві започатковане складання російських годинників «ПОЛЕТ». Виготовлення годинника присвяченого польоту першого українського космонавта Леоніда Каденюка.
Грудень 1999 р. — Київський годинниковий завод виготовляє понад 30 моделей російських годинників «ПОЛЕТ».
Серпень 2002 р. — на підприємстві започатковано новий напрямок діяльності по розробці та виготовленню фасадно-баштових годинників.
Жовтень 2002 р. — Київський годинниковий завод виконує перші корпоративні замовлення на виготовлення годинників.
Листопад 2002 р. — презентація в «Українському домі» у Києві першої колекції годинників під українською торговою маркою «КЛЕЙНОД». Відкриття першої торгової точки у Київському ЦУМі.
Лютий 2003 р. — запуск у серійне виробництво українських годинників «КЛЕЙНОД». Асортимент налічує приблизно 25 моделей.
Травень 2004 р. — на виставці ЮвелірЕкспо Київський годинниковий завод вперше презентував золоті годинники «KLEYNOD GOLD».
Серпень 2004 р. — заснування компанії-дистриб'ютора ;— Торгової компанії «НЬЮТОН».
Листопад 2004 р. — КГЗ збільшив гарантію на годинники «КЛЕЙНОД» до 2 років.
Травень 2005 р. — кількість торгових партнерів досягла 50-ти в більш ніж 30-ти містах Україні. Асортимент «КЛЕЙНОД» вже налічує понад 60 позицій.
Липень 2006 р. — вперше в історії України КГЗ почав випуск ювілейної лімітованої серії годинників «КЛЕЙНОДИ НЕЗАЛЕЖНОСТІ».
Травень 2007 р. — на виставці «ЮвелірЕкспоУкраїна2007» Київський годинниковий завод презентував оновлену колекцію золотих годинників KLEYNOD GOLD.
2007 р. — виробничі потужності Київського годинникового заводу дозволяють виробляти близько 7 тис. годинників на місяць. А середній місячний об'єм збуту становить 3-4 тисячі пар, що на 17 % більше ніж торішні показники.
Червень 2007 р. — у Харківському ТРЦ «Караван» (вул. Героїв праці, 7) відкрився перший фірмовий магазин Київського годинникового заводу «KLEYNOD».
Серпень 2007 рік. — українські годинники KLEYNOD вперше продаються за кордоном. Освоюються ринки Франці, Сирії, ОАЕ, Молдови, Киргизії.
Вересень 2007 р. — кількість корпоративних клієнтів досялга однієї тисячі.
Жовтень 2007 р. — загальна кількість годинників, виготовлених на Київському годинниковому заводі перевищила 100000. Функціонує понад 15 сервісних центрів і 100 торгових точок в різних містах України.
Листопад 2007 р. — п'ять років торговій марці українських годинників KLEYNOD. На КГЗ виготовляється понад 100 моделей годинників KLEYNOD, в тому числі 30 моделей золотих годинників KLEYNOD GOLD.
Листопад 2007 р. — Київський годинниковий завод святкує своє 10-річчя. Відкриваються нові напрямки діяльності: розпочинається соціальна програма Київського годинникового заводу «Національна стипендія KLEYNOD», проводиться конкурс годинникового дизайну «Сучасний український годинник».

## Годинник як музейний та колекційний експонат
Український Державний Музей Етнографії та Художнього Промислу має найбільшу в Україні та одну з найбагатших у Європі колекцію годинників . У ній представлено понад 120 годинників. Найстаріший експонат — сонячний годинник 1584 р.

## Годинники і естетика

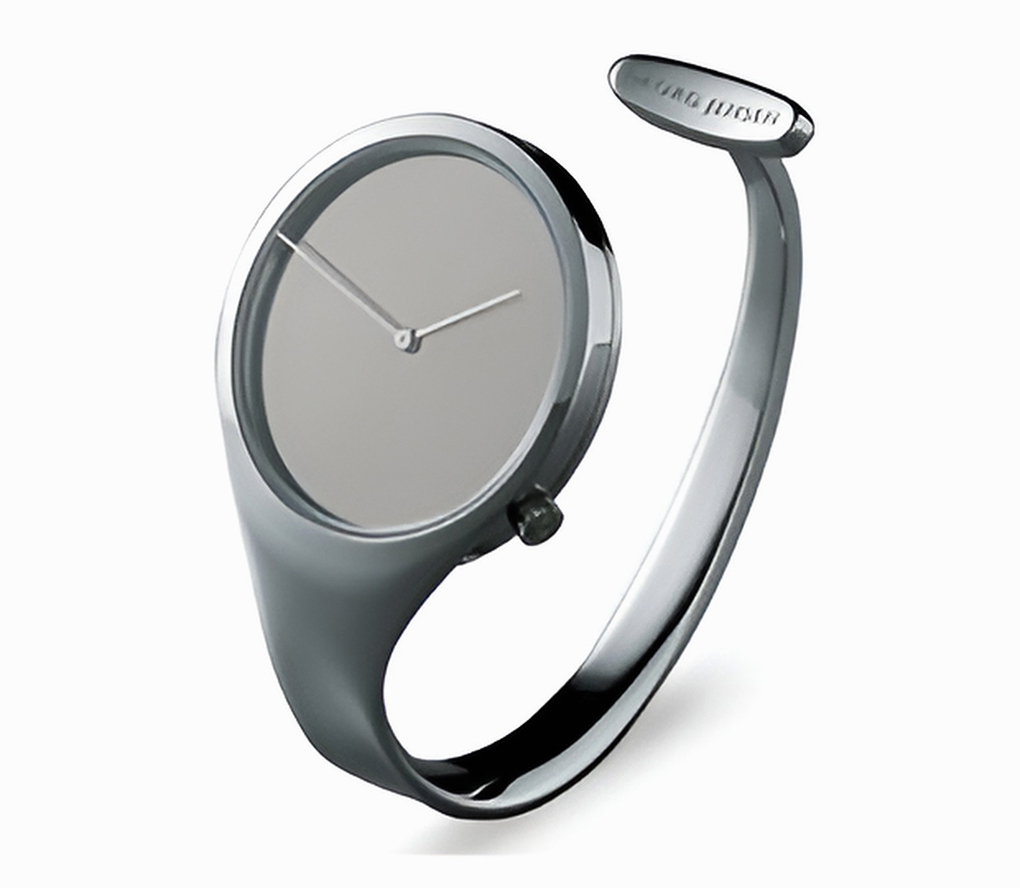
Годинник виготовлений першою жінкою-майстринею срібних виробів Торун

Сучасні годинники показують не лише час, а мають безліч можливостей. Мають розкішні дизайн та відповідають певному стилю. Годинники — аксесуар, що може розглядатись як предмет розкошу чи предмет відображення статусу особи, що його носить.

## Цікаві факти

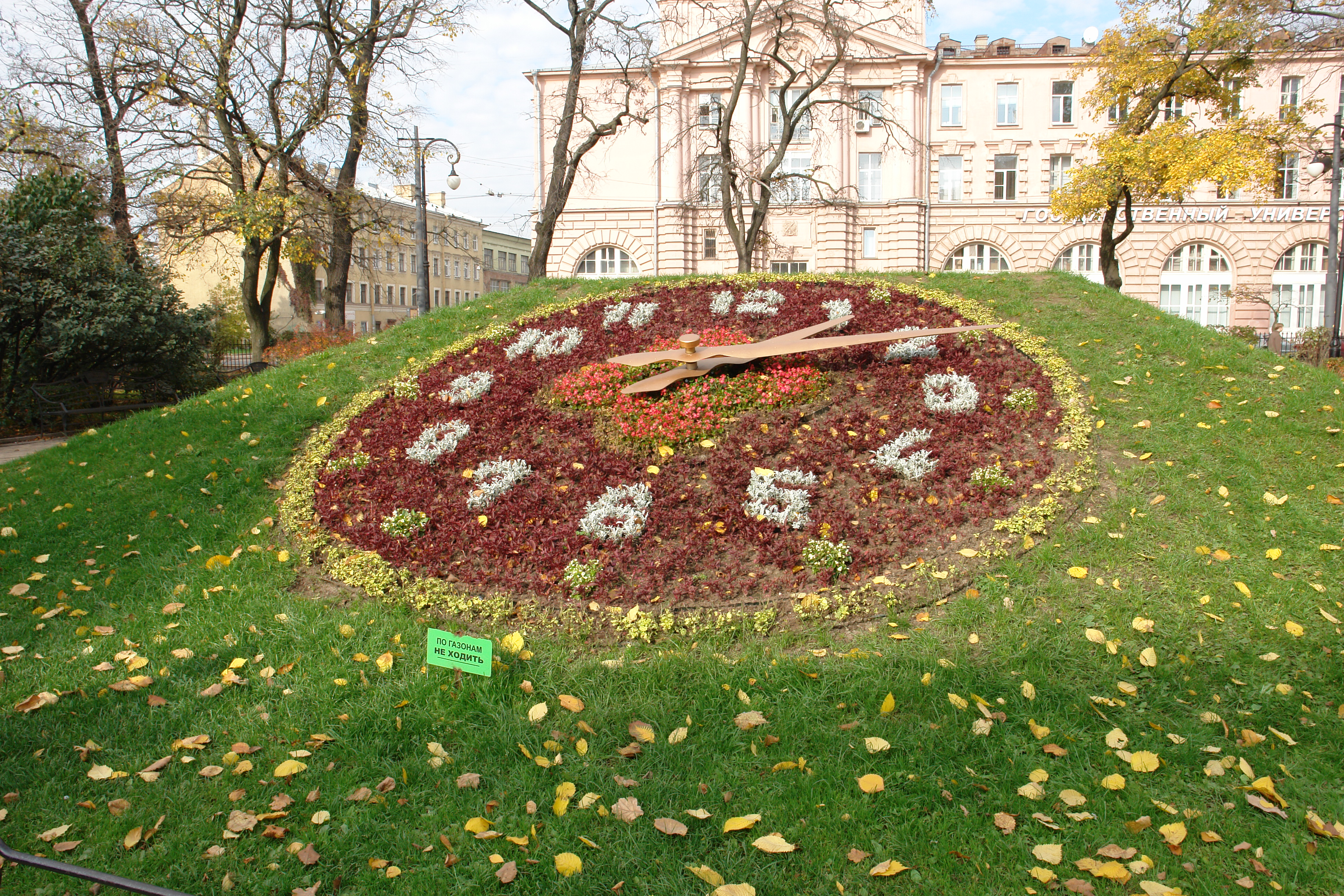
Квітковий годинник (дарунок м. Женеви до 300-річчя заснування Санкт-Петербурга в травні 2003)

- На різних етапах розвитку цивілізації людство використовувало сонячні, зоряні, водяні, вогневі, піскові, колісні, механічні, електричні, електронні й атомні годинники.
- Напрямок руху стрілок годинника «за годинною стрілкою» й «проти годинної стрілки» використається для вказівки напрямку кругового руху.
- Традиційний напрямок руху годинної стрілки збігається з напрямком, у якому рухається тінь горизонтальних сонячних годинників, розташованих у північній півкулі Землі. Однак, існують годинники, у яких стрілки рухаються «проти годинної стрілки» (як у сонячних настінних).
- На циферблатах з римськими цифрами четверту годину іноді позначають як IIII замість IV[8].
- На рекламі стрілкових годинників звичайно близько 10:10 або 8:20. Це робиться для того, щоб стрілки не закривали назву. Крім того, час 10:10 на годинниках у вітрині нагадують посмішку (смайлик), а також нагадує знак перемоги (Victory), що позитивно впливає на лояльність покупця[9].
- Умовний циферблат годинника часто використовується при орієнтуванні на місцевості для вказівки цілі, маршруту або напрямку при взаємодії підрозділів (як правило американської армії) або окремих спостерігачів. 12 година вказує, як правило на фронт, поточний маршрут руху, або поточне положення самого спостерігача або його технічного засобу. Напрямок спостережуваного об'єкта (або маршруту) вказується в напрямку тієї цифри циферблата, кутовому значенню якого він відповідає щодо положення спостерігача, так якби циферблат був горизонтальний, а його центр збігався зі спостерігачем. Так, об'єкт, який знаходиться строго праворуч, буде позначений як «на 3-тю годину». Після вказівки напрямку додається цифра, що характеризує відстань до об'єкта в метрах.
- У Москві XVII століття на годинниках Спаської вежі рухалася не єдина годинна стрілка, а циферблат[10].
- У Техасі (США) буде розміщено годинник на 10000 років, стрілка якого буде робити один крок у 100 років[11].
- Є настанова забороняюча дарувати годинник коханим.